# Classe Kashin
La classe proekt 61 (russo проект 61) nota in Occidente come Classe Kashin è stato il principale tipo di cacciatorpediniere missilistico nella Marina Sovietica durante gli ultimi 30 anni di Guerra Fredda. Sono state costruite 25 unità, di cui 5 per l'India.
I Kashin, ufficialmente classificati nella Marina Sovietica BPK (БПК: Большой Противолодочный Корабль: traslitterato: Bol'šoj Protivolodočnyj Korabl') ovvero grandi navi antisommergibili, sono in un certo senso una versione ridotta dei Kresta II, o forse sarebbe giusto dire che ne sono predecessori. Le unità della classe sono state costruite nei cantieri di Mykolaïv e Leningrado.

## Caratteristiche
Lo scafo era suddiviso in 13 compartimenti stagni, con la possibilità di galleggiare anche con 3 di essi allagati, anche se contigui. La robustezza delle navi, nonostante l'aspetto abbastanza esile dello scafo, era stata ben curata. La propulsione di tipo COGAG con 4 turbine a gas e 2 eliche ha una potenza complessiva di 72000 HP permettendo una velocità massima di 33 nodi, con un'autonomia di 3500 miglia a 18 nodi. L'armamento originario era costituito da quattro cannoni da 76 mm in due torri binate a prua e a poppa, due lanciarazzi a dodici canne RBU-6000 più due lanciarazzi a 6 canne RBU-1000, due lanciamissili SA-N 1 a prua e poppa con relativi radar di tiro e infine cinque tubi lanciasiluri in un complesso quintuplo a metà nave.

immagini dei Kashin in navigazione
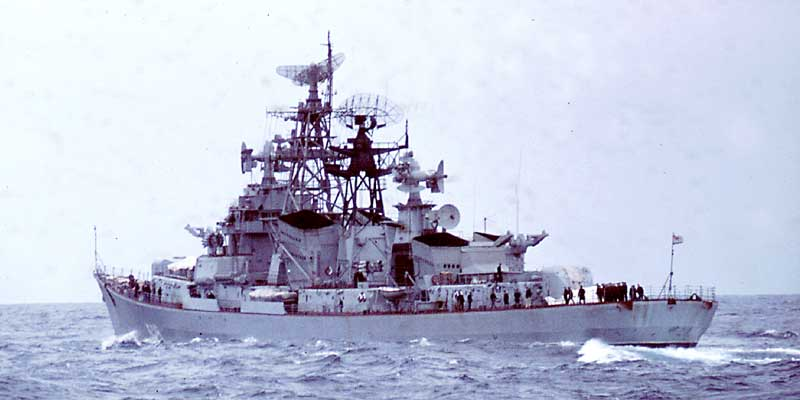
Cacciatorpediniere tipo Kashin in navigazione nel Mediterraneo nel gennaio 1970
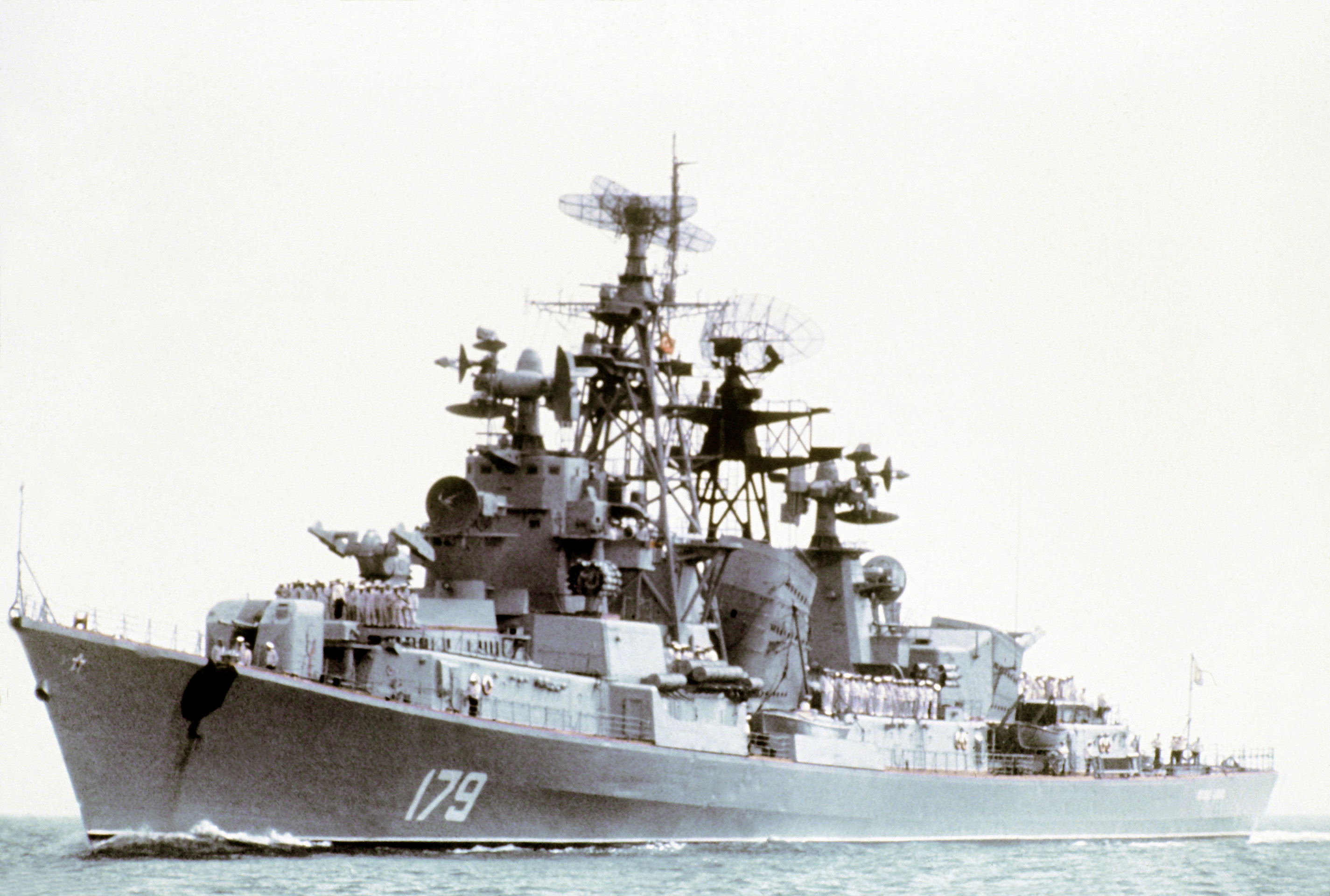
Il cacciatorpediniere Krasnyj Kavkaz in navigazione nel 1982

## Ammodernamenti
Alcune unità hanno ricevuto vari ammodernamenti a partire dagli inizi degli anni settanta. Il programma di ammodernamento più consistente fu il "Project 61M". Il Provorny tra il 1974 e il 1977 venne sottoposto al programma di ammodernamento Project 61E con la rimozione dei Volna sostituiti con gli SA-N-7. Negli anni novanta lo Smetlivy venne sottoposto al programma di aggiornamento Uran e venne dotato di missili antinave SS-N-25 un tipo di missile simile all'americano Harpoon ed è attualmente l'unico della classe ad essere rimasto ancora in attività nella Marina Russa, sia pure con ridotte capacità operative.

immagini dei Kashin dopo gli ammodernamenti
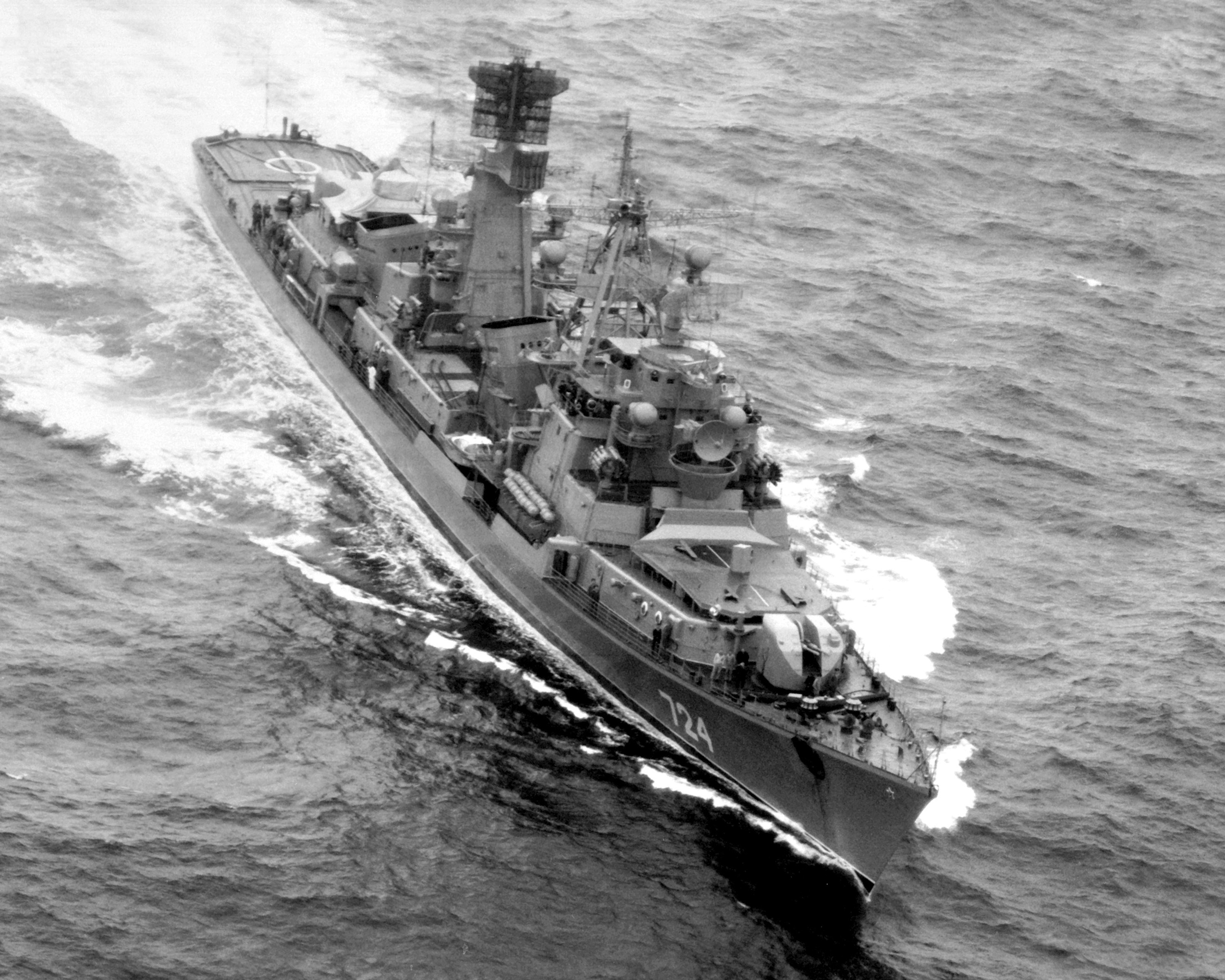
Il cacciatorpediniere Provornyj nel 1982
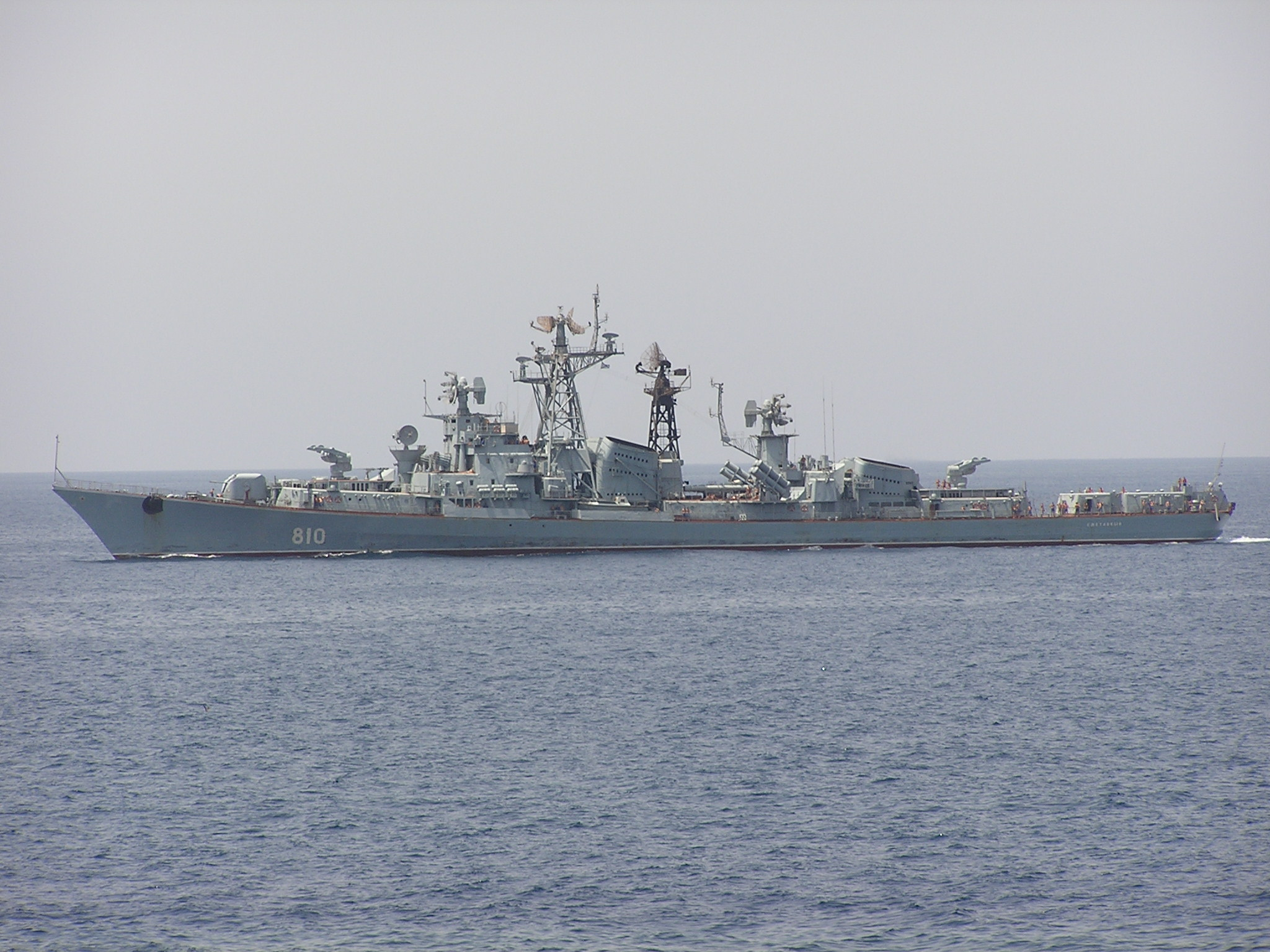
Il cacciatorpediniere Smetlivyj nel 2003

### Kashin Mod
Il programma di ammodernamento "Project 61MP" che interessò il più cospicuo numero di unità venne denominato "Project 61MP" e riguardò 5 unità oltre allo Sderžannyj la cui costruzione, avviata nel 1971, proseguì secondo il programma di ammodernamento "Project 61MP". Il cacciatorpediniere Ognevoy nel 1971 fu il primo ad essere riammodernato, mentre l'ultimo fu lo Stroyny il cui ammodernamento venne effettuato tra il 1980 e il 1981. Le unità sono state trasformate in una vera e propria sottoclasse che ebbe nome NATO Kashin-Mod. con modifiche all'armamento e all'elettronica di bordo con nuovi sistemi di comando e controllo. Le modifiche all'armamento riguardarono l'installazione di 4 missili SS-N-2 Styx verso poppa e 4 CIWS AK-630 con 2 radar Bass Tilt e la rimozione dei lanciarazzi RBU-1000, inizialmente spostati a poppa. I missili SS-N-2 hanno notevolmente aumentato le capacità nel combattimento di superficie, mentre i CIWS ne hanno accresciuto le capacità di difesa antiaerea a corto raggio. Questi lavori hanno trasformato le unità ammodernate da grosse unità antisommergibili in unità multiruolo. Le unità vennero anche dotate di sonar filabile e di una piattaforma per appontaggio elicotteri collocata nella zona poppiera.

immagini dei Kashin Mod
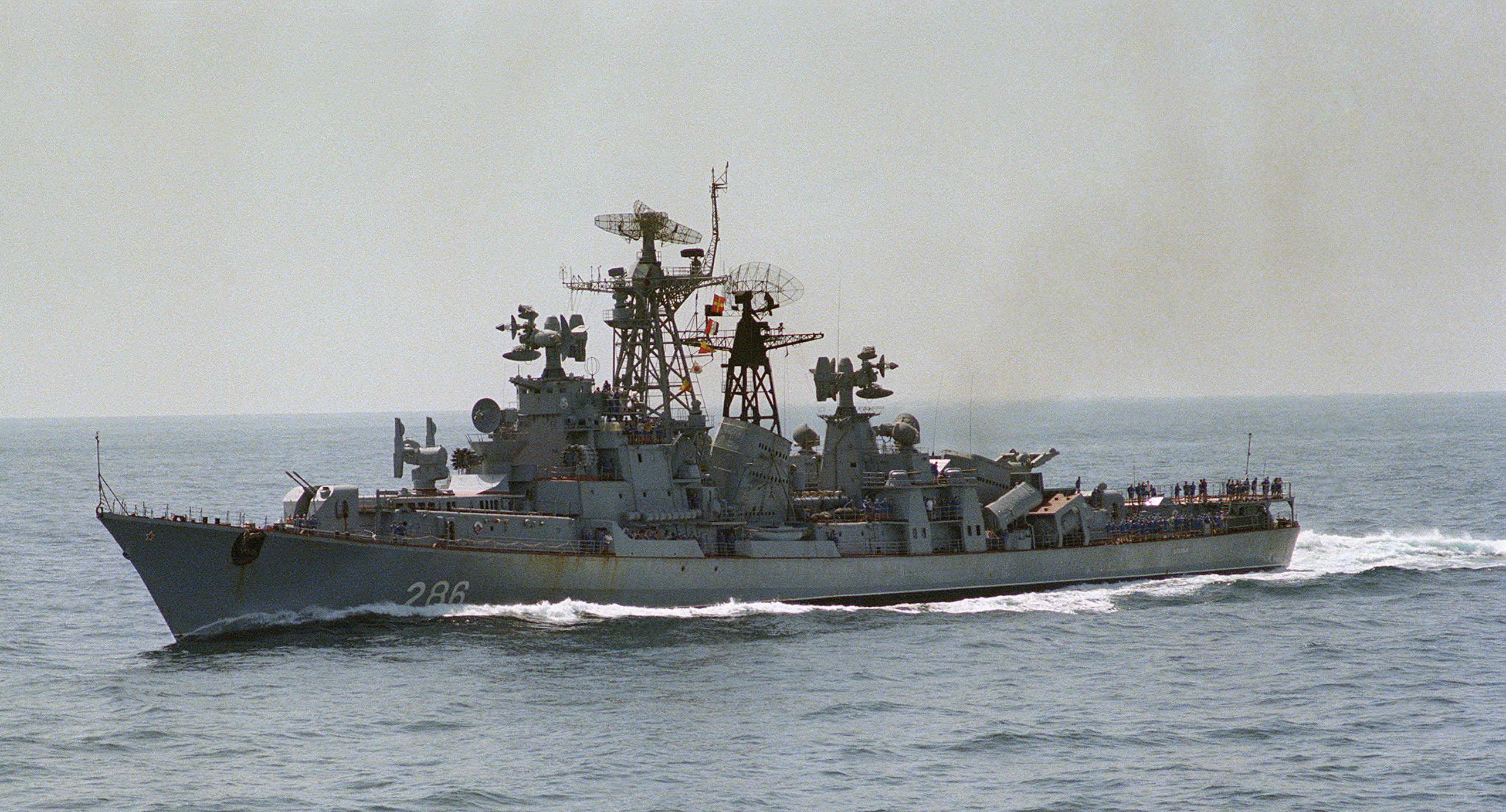
Il cacciatorpediniere Sderžannyj nel 1980
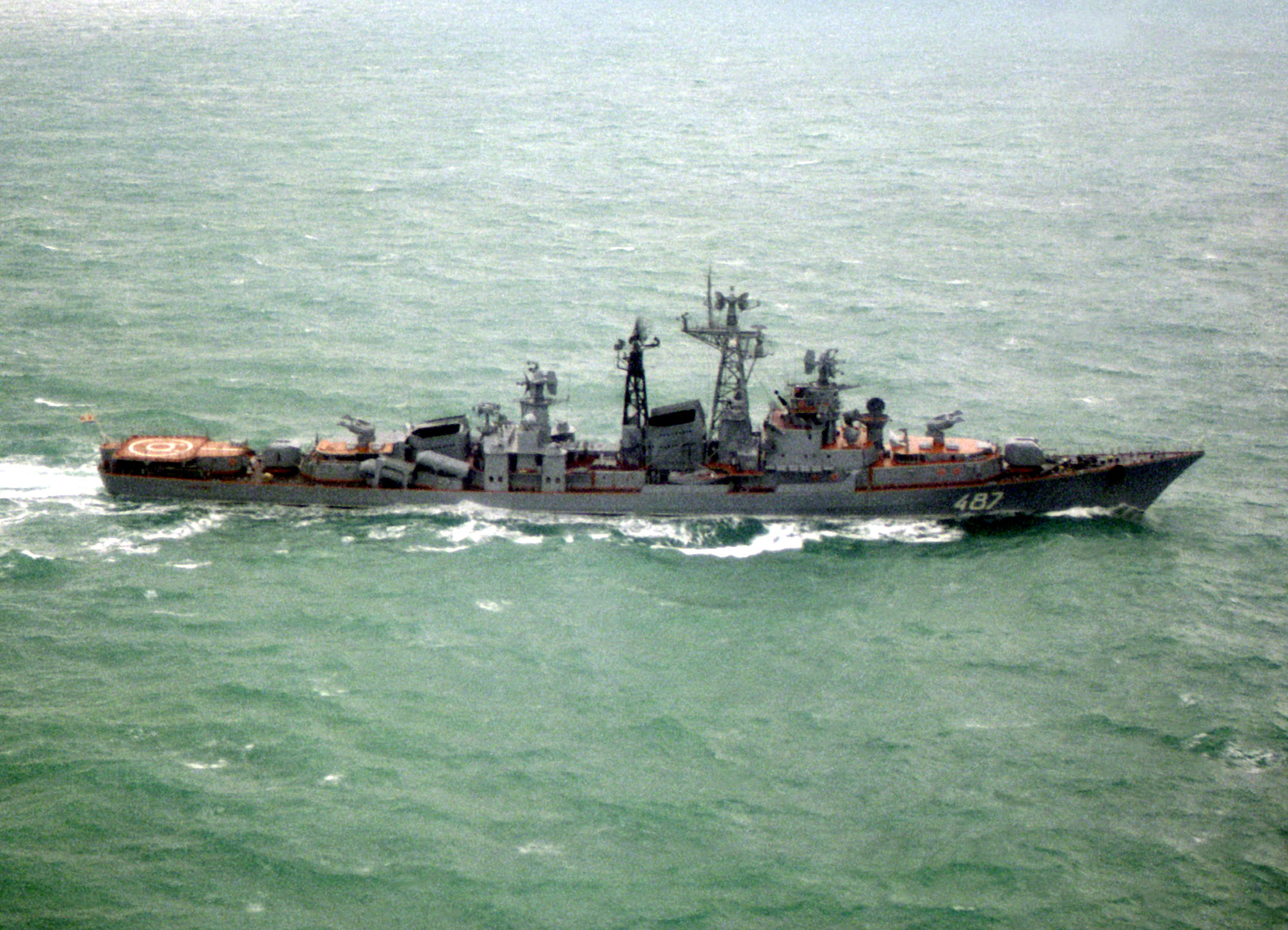
Il cacciatorpediniere Slavnyj nel 1986

## Unità sovietiche/russe
| Voenno-morskoj flot · Voenno-morskoj flot | Voenno-morskoj flot · Voenno-morskoj flot | Voenno-morskoj flot · Voenno-morskoj flot | Voenno-morskoj flot · Voenno-morskoj flot | Voenno-morskoj flot · Voenno-morskoj flot | Voenno-morskoj flot · Voenno-morskoj flot | Voenno-morskoj flot · Voenno-morskoj flot |
| ----------------------------------------- | ----------------------------------------- | ----------------------------------------- | ----------------------------------------- | ----------------------------------------- | ----------------------------------------- | ----------------------------------------- |
| Nome                                      | Cantiere                                  | Impostazione                              | Varo                                      | Entrata in servizio                       | Modernizzazione                           | Radiazione                                |
| Komsomolec Ukrainy (Комсомолец Украины)   | Mykolaïv                                  | 15. 09. 1959                              | 31. 12. 1960                              | 31. 12. 1962                              | -                                         | 24. 06. 1991                              |
| Soobrazitel'nyj (Сообразительный) ·       | Mykolaïv                                  | 20. 07. 1960                              | 04. 11. 1961                              | 26. 12. 1963                              | -                                         | attivo                                    |
| Provornyj (Проворный)                     | Mykolaïv                                  | 10. 02. 1961                              | 21. 04. 1962                              | 25. 12. 1964                              | proj. 61E                                 | 21. 08. 1990                              |
| Ognevoj (Огневой)                         | Leningrado                                | 09. 05. 1962                              | 31. 05. 1963                              | 31. 12. 1964                              | proj. 61MP                                | 24. 04. 1989                              |
| Odarennyj (Одаренный)                     | Leningrado                                | 22. 01. 1963                              | 11. 09. 1964                              | 30. 12. 1965                              | -                                         | 19. 04. 1990                              |
| Obrazcovyj (Образцовый) ·                 | Leningrado                                | 29. 07. 1963                              | 23. 02. 1964                              | 29. 09. 1965                              | -                                         | 30. 06. 1993                              |
| Otvažnyj (Отважный) ex Orël (Орёл)        | Mykolaïv                                  | 10. 08. 1963                              | 17. 10. 1964                              | 31. 12. 1965                              | -                                         | Affondato 29. 08. 1974                    |
| Strojnyj (Стройный)                       | Mykolaïv                                  | 20. 03. 1964                              | 28. 07. 1965                              | 15. 12. 1966                              | proj. 61MP                                | 12. 04. 1990                              |
| Slavnyj (Славный)                         | Leningrado                                | 26. 07. 1964                              | 24. 04. 1965                              | 30. 09. 1966                              | proj. 61MP                                | 24. 06. 1991                              |
| Stereguščij (Стерегущий) ·                | Leningrado                                | 26. 07. 1964                              | 20. 02. 1966                              | 21. 12. 1966                              | -                                         | 30. 06. 1993                              |
| Krasnyj Kavkaz (Красный Кавказ) ·         | Mykolaïv                                  | 25. 11. 1964                              | 09. 02. 1966                              | 25. 09. 1967                              | -                                         | 01. 05. 1998                              |
| Rešitelʹnyj (Решительный)                 | Mykolaïv                                  | 25. 06. 1965                              | 30. 06. 1966                              | 30. 12. 1967                              | -                                         | 01. 11. 1989                              |
| Smyšlenyj (Смышленый) ·                   | Mykolaïv                                  | 15. 08. 1965                              | 22. 10. 1966                              | 27. 09. 1968                              | proj. 61MP                                | 22. 02. 1993                              |
| Strogij (Строгий) ·                       | Mykolaïv                                  | 22. 02. 1966                              | 29. 04. 1967                              | 24. 12. 1968                              | -                                         | 30. 06. 1993                              |
| Smetlivyj (Сметливый) ·                   | Mykolaïv                                  | 15. 07. 1966                              | 26. 08. 1967                              | 25. 09. 1969                              | Uran                                      | attivo                                    |
| Smelyj (Смелый) dal 1988 ORP "Warszawa"   | Mykolaïv                                  | 15. 11. 1966                              | 06. 02. 1968                              | 27. 12. 1969                              | proj. 61 MP                               | 09. 01. 1988 alla Polonia                 |
| Krasnyj Krym (Красный Крым) ·             | Mykolaïv                                  | 23. 02. 1968                              | 28. 02. 1969                              | 15. 10. 1970                              | -                                         | 24. 06. 1993                              |
| Sposobnyj (Способный) ·                   | Mykolaïv                                  | 10. 03. 1969                              | 11. 04. 1970                              | 25. 09. 1971                              | -                                         | 06. 01. 1993                              |
| Skoryj (Скорый) ·                         | Mykolaïv                                  | 20. 04. 1970                              | 26. 02. 1971                              | 23. 09. 1972                              | -                                         | 22. 11. 1997                              |
| Sderžannyj (Сдержанный) ·                 | Mykolaïv                                  | 10. 03. 1971                              | 25. 02. 1972                              | 30. 12. 1973                              | proj. 61M                                 | 2001                                      |

## Servizio
Le prime unità della classe sono entrate in servizio nella Marina Sovietica all'inizio degli anni sessanta, mentre le ultime sono entrate in servizio all'inizio del decennio successivo e inquadrate nelle 4 principali Flotte della Marina Sovietica: quella del Mar Nero, quella del Nord, quella del Baltico e quella del Pacifico.

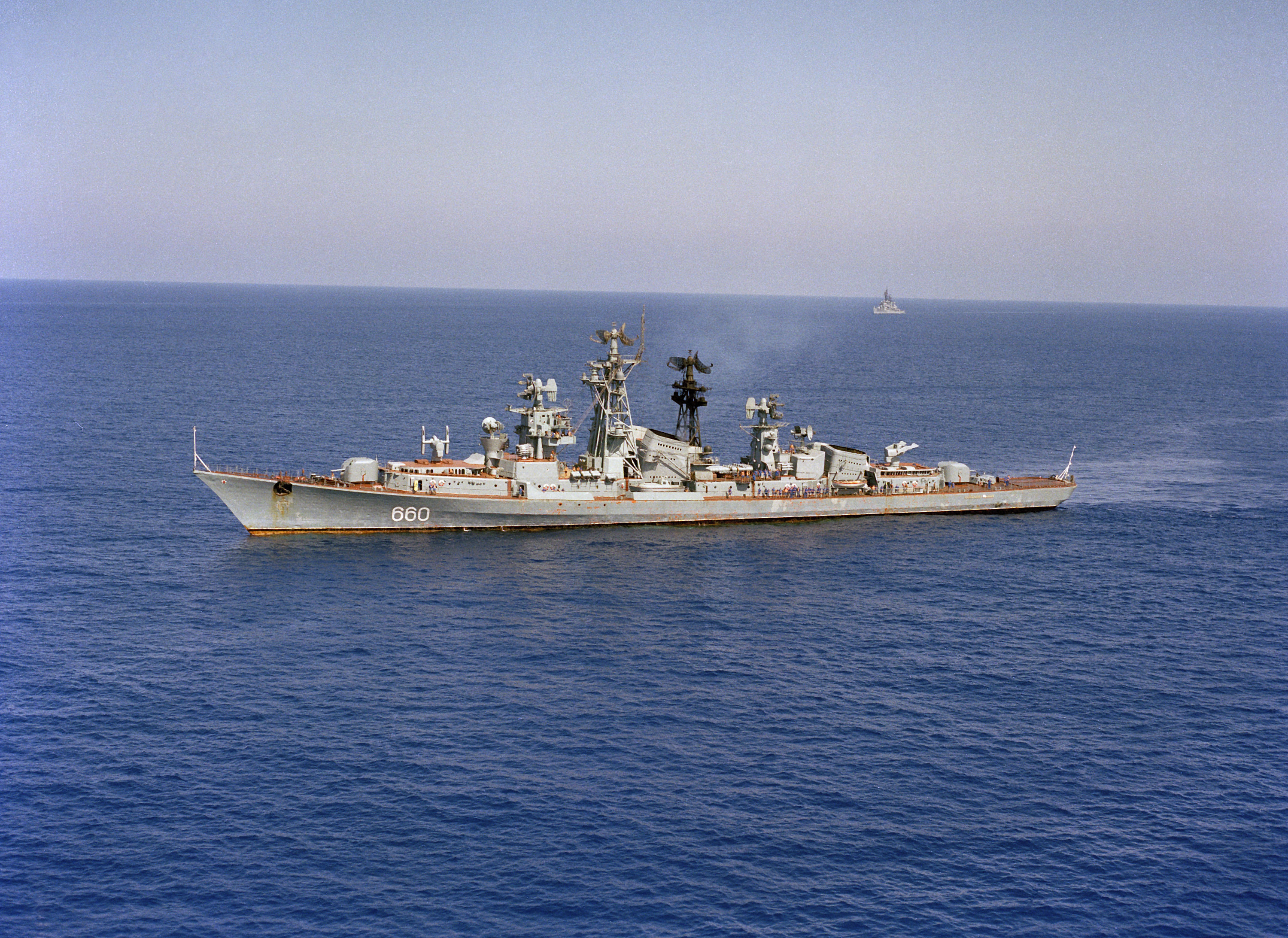
Il cacciatorpediniere Soobrazitel'nyj nel 1983

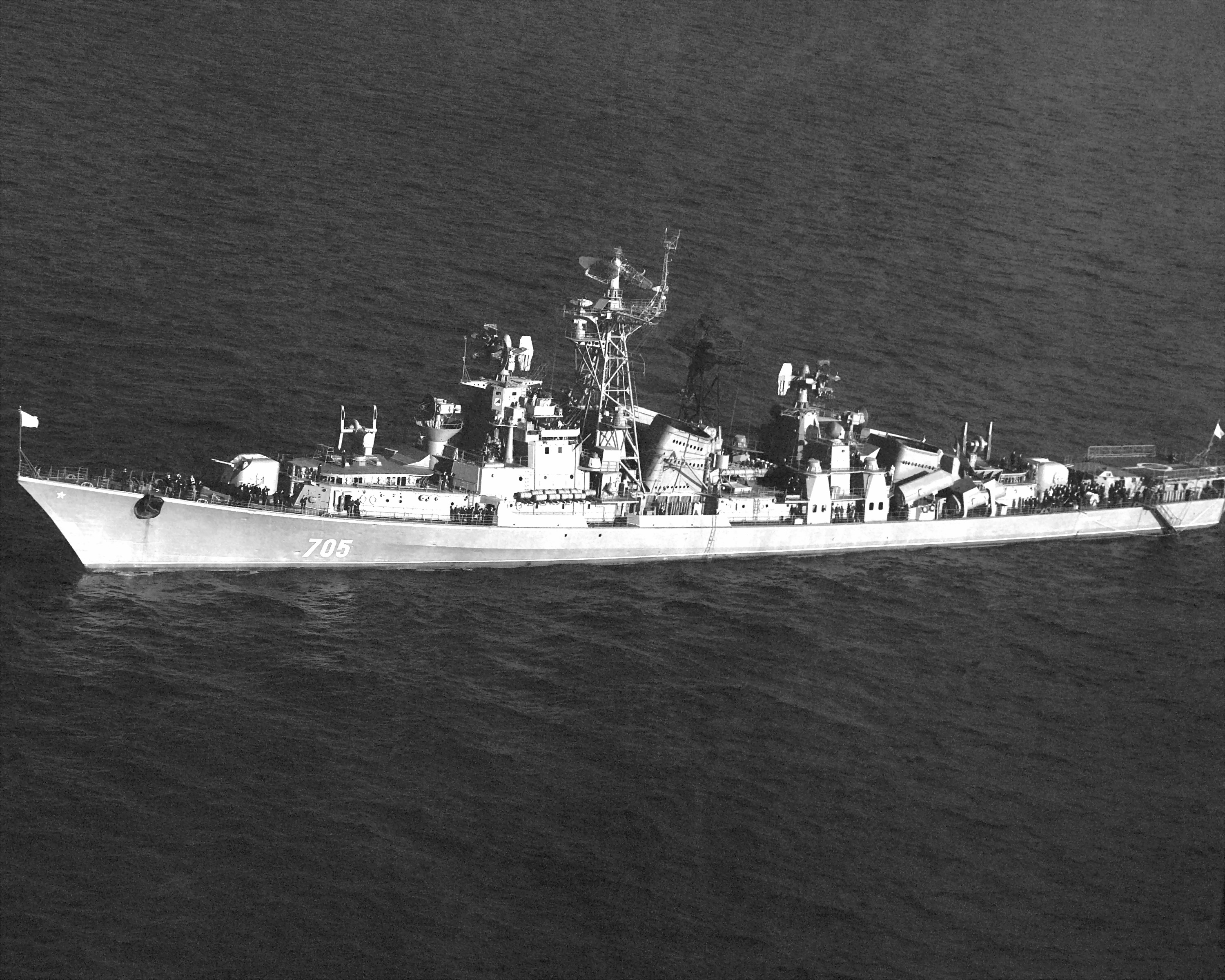
Il cacciatorpediniere Stroynyj nel 1989

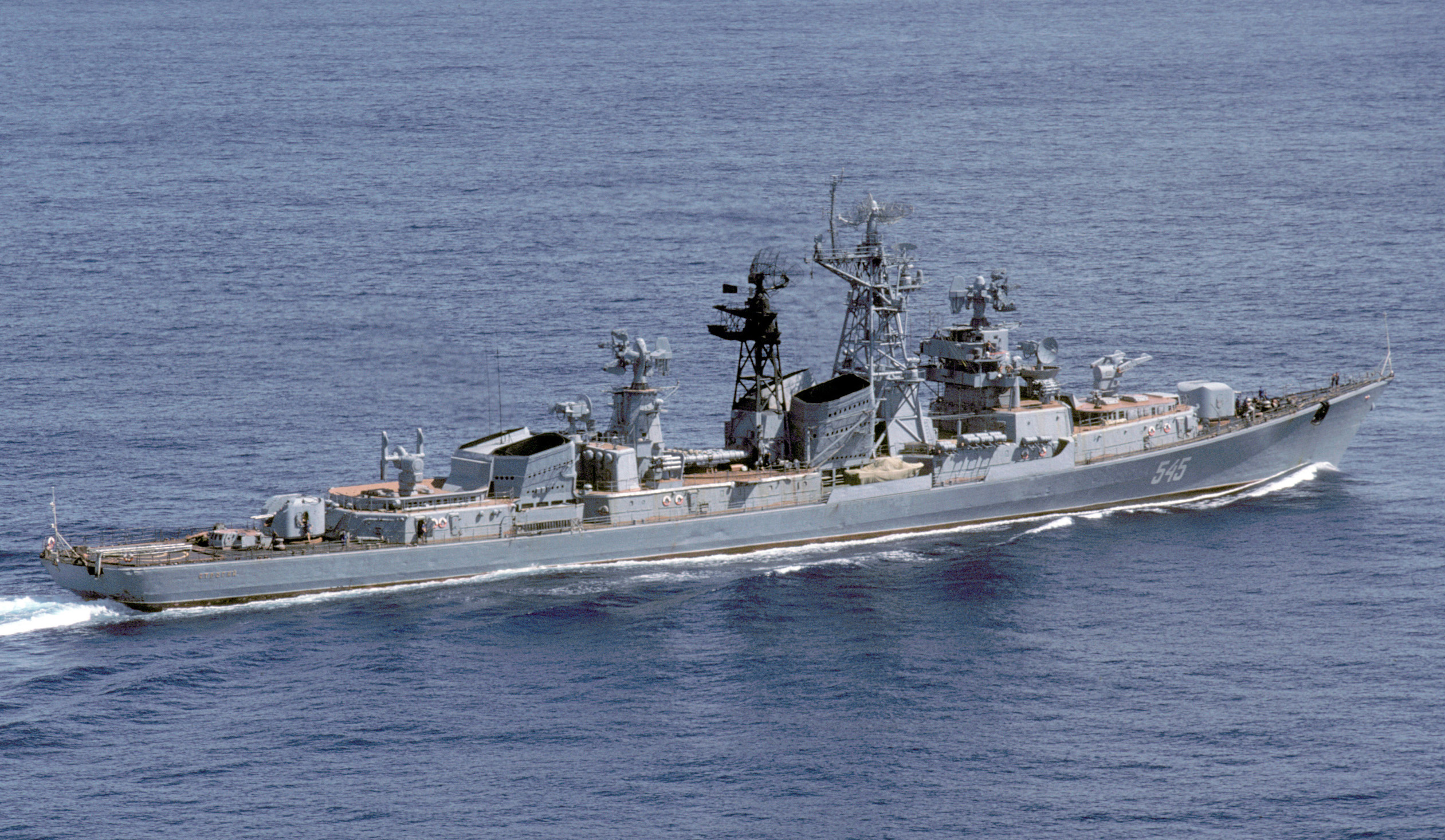
Il cacciatorpediniere Strogyj

Vennero assegnati alla Flotta del Mar Nero:
- Komsomolec Ukrainy
- Soobrazitel'nyj (fino al 1982)
- Provornyj
- Otvažnyj
- Krasnyj Kavkaz
- Reštel'nyj
- Smetlivy
- Smelyj (fino al 1982)
- Krasnyj Krym
- Skoryj
- Sderžannyj

Vennero assegnati alla Flotta del Nord:
- Odarennyj fino al 1966
- Ognevoj (dal 1971)
- Stroynyj
- Smyšlenyj
- Soobrazitel'nyj (dal 1982)

Vennero assegnati alla Flotta del Baltico:
- Ognevoj (fino al 1971)
- Obrazzovyj
- Slavnyj
- Smelyj (dal 1982 al 1987)

Vennero assegnati alla Flotta del Pacifico:
- Odarennyj (dal 1966)
- Steregušij
- Strogij
- Sposobnyj

Le navi della classe hanno visitato numerosi porti esteri, tra i quali si ricordano:
- Gdynia - "Obrazzovyj" (1967 e 1980), "Slavnyj" (1987)
- Bombay - "Steregušij" (1968)
- Bassora - "Steregušij" (1968), "Odarenny" (1976)
- L'Avana - "Soobrazitel'nyj" (1969), "Krasnyj Kavkaz" (1986), "Smyšlenyj" (1971), "Slavnyj" (1985)
- Reykjavík - "Stroynyj" (1969)
- Cherbourg - "Obrazzovyj" (1970)
- Copenaghen - "Slavnyj" (1971)
- Marsiglia - "Provornyj" e "Krasnyj Kavkaz" (1973)
- Taranto - "Otvažnyj" (1973), "Krasnyj Krym" (1990)
- Tolone - "Krasnyj Krym" (1975)
- Vancouver - "Sposobnyj" (1976)
- Portsmouth - "Obrazzovyj" (1976)
- Bordeaux - "Smyšlenyj" (1978)
- Stettino - "Slavnyj" (1988)

Tra le unità una sorte tragica toccò al cacciatorpediniere Otvažnyj in un incidente che per la sua modalità ha rievocato quello accaduto 19 anni prima alla nave da battaglia Novorossijsk che era affondata il 29 ottobre 1955 in seguito ad un'esplosione a Sevastopol': L'"Otvažnyj" il 29 agosto 1974 ebbe una tremenda esplosione a bordo, forse in un deposito missili, e andò a fondo nel Mar Nero dopo 5 ore di incendio nel quale persero la loro vita 24 dei 280 componenti dell'equipaggio.
Altra unità perduta in mare fu lo Strogij che dopo aver cessato il servizio alla fine del 1990 ed essere stato radiato nel 1993, venne venduto per la demolizione nel 1995 all'India, ma durante il trasferimento il suo scafo affondò nei pressi di Singapore.
Tutte le unità sovietiche/russe a parte lo "Smetlivyj", unico ancora in servizio nella Marina Russa, sono state dismesse. Lo "Smelyj" venne ceduto alla Polonia all'inizio del 1988 restando in servizio fino al 2003 ed è stato collocato in riserva. Reštel'nyj e Ognevoj sono andati in disarmo nel 1989 e successivamente demoliti mentre lo Sderžannyj andato in disarmo nel 2001 è stato demolito nel 2002.
Tutte le altre unità hanno cessato dal servizio nel corso degli anni novanta e sono state successivamente demolite.

## I Kashin all'estero
Oltre che nella Voenno-Morskoj flot SSSR i Kashin hanno prestato servizio o prestano servizio nelle Marine di India e Polonia.

### Polonia
Delle unità classe Kashin-Mod. lo Smelyj il 9 gennaio 1988 venne ceduto in prestito alla Polonia e ribattezzato Warszawa in sostituzione di un cacciatorpediniere della classe Kotlin con lo stesso nome andato in disarmo nel 1986. L'unità è stata ceduta definitivamente alla Polonia un restando in servizio fino al 5 dicembre 2003 quando è stata collocata in riserva ed è attualmente ancorata nel porto di Gdynia.
| Marynarka Wojenna      | Marynarka Wojenna | Marynarka Wojenna | Marynarka Wojenna | Marynarka Wojenna   | Marynarka Wojenna | Marynarka Wojenna |
| ---------------------- | ----------------- | ----------------- | ----------------- | ------------------- | ----------------- | ----------------- |
| Nome                   | Cantiere          | Impostazione      | Varo              | Entrata in servizio | Modernizzazione   | Radiazione        |
| Warszawa (ex "Smelyj") | Mykolaïv          | 15. 11. 1966      | 06. 02. 1968      | 09. 01. 1988        | proj. 61 MP       | 05. 12. 2003      |

### India

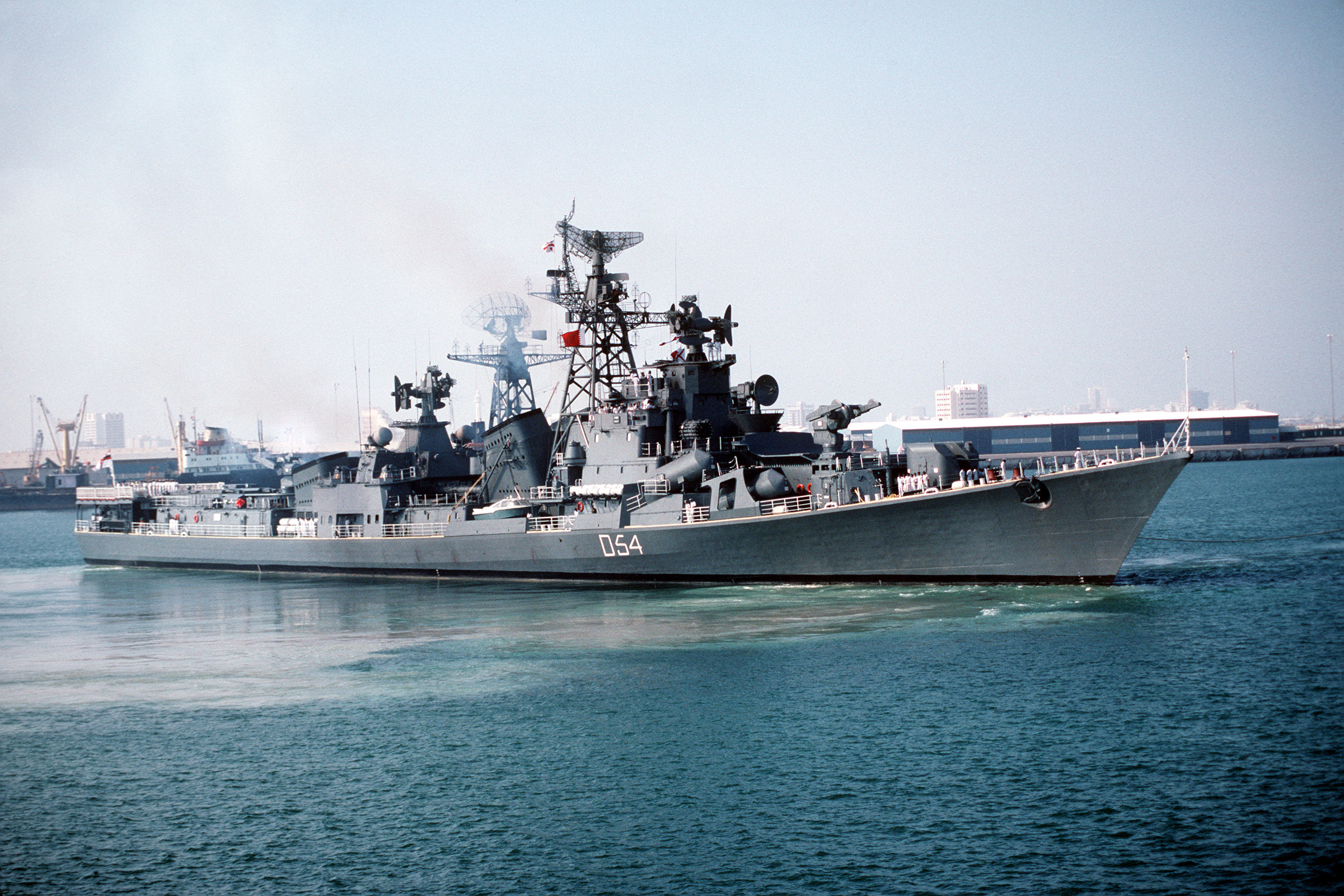
Il cacciatorpediniere Ranvir nel 1989

La Marina Indiana acquistò 5 di queste unità inizialmente in costruzione per l'Unione Sovietica nell'ambito del Project 61ME. Le unità ancora oggi tutte in servizio e nella Marina Indiana costituiscono la Classe Rajput. Queste navi sono simili ai Kashin-base, ma con alcune importanti differenze, come la rimozione della torretta da 76mm poppiera per ospitare un elicottero Ka-25 antisommergibile e da esplorazione. Per il resto l'armamento è quello tipico dei Kashin-Mod., con 1 impianto binato da 76 mm, 4 CIWS da 30mm, 2 lanciamissili SA-N 1, 4 SSN-2 (però del modello B, non C, almeno inizialmente), 2 RBU e l'impianto lanciasiluri quintuplo. Diversamente dai Kashin Mod. sovietici dove gli SSN-2 sono montati a poppavia, nei Rajput sono montati a proravia con 2 lanciamissili per fiancata. Questa sottoversione è la più equilibrata e efficace della serie dei Kashin. I missili SSN-2 saranno sostituiti con missili da crociera supersonici BrahMos, acronimo di Brahmaputre-Moskva, una Joint venture russo-indiana. In una delle ultime 2 unità o in entrambe le ultime 2 unità, sembra che 2 dei 4 sistemi CIWS siano stati sostituiti con missili israeliani Barak. Le prime 3 unità della Classe hanno la loro base operativa a Vizag, le ultime 2 unità a Bombay.
Tutte le unità indiane sono state costruite nei Cantieri Navali di Mykolaïv in Ucraina.

#### Classe Rajput
| Indian Navy                         | Indian Navy | Indian Navy  | Indian Navy  | Indian Navy         | Indian Navy     |
| ----------------------------------- | ----------- | ------------ | ------------ | ------------------- | --------------- |
| Nome                                | Cantiere    | Impostazione | Varo         | Entrata in servizio | Modernizzazione |
| Rajput ex "Nadežnyj" (Надежный)     | Mykolaïv    | 11. 09. 1976 | 17. 09. 1977 | 04. 05. 1980        | proj. 61ME      |
| Rana ex "Gubitel'nyj" (Губительный) | Mykolaïv    | 29. 11. 1976 | 27. 09. 1978 | 10. 02. 1982        | proj. 61ME      |
| Ranjit ex "Lovkij" (Ловкий)         | Mykolaïv    | 29. 06. 1977 | 16. 06. 1979 | 24. 11. 1983        | proj. 61ME      |
| Ranvir ex "Tvërdyj" (Твёрдый)       | Mykolaïv    | 24. 10. 1981 | 12. 03. 1983 | 28. 10. 1986        | proj. 61ME      |
| Ranvijay ex "Tolkovyj" (Толковый)   | Mykolaïv    | 19. 03. 1982 | 01. 02. 1986 | 15.01. 1988         | proj. 61ME      |